# Tiro ai Giochi della XXXII Olimpiade - Pistola 10 metri aria compressa maschile
La gara di pistola 10 metri aria compressa maschile dei Giochi della XXXII Olimpiade si è svolta il 24 luglio 2021. Hanno partecipato 36 atleti provenienti da 29 diverse nazioni.
Il vincitore della gara è stato l'iraniano Javad Foroughi.

## Record
Prima della competizione, i record olimpici e mondiali erano i seguenti:
| Qualificazione  | Qualificazione   | Qualificazione | Qualificazione          | Qualificazione   |
| --------------- | ---------------- | -------------- | ----------------------- | ---------------- |
| Record mondiale | Jin Jong-oh      | 594            | Changwon, Corea del Sud | 12 aprile 2009   |
| Record olimpico | Michail Nestruev | 591            | Atene, Grecia           | 14 agosto 2004   |
| Finale          |                  |                |                         |                  |
| Record mondiale | Song Guk Kim     | 246,5          | Doha, Qatar             | 11 novembre 2019 |
| Record olimpico | Non stabilito    | -              | -                       | -                |

## Programma
| Data           | Ora (JPN/UTC+9) | Turno          |
| -------------- | --------------- | -------------- |
| 24 luglio 2021 | 13:00           | Qualificazioni |
| 24 luglio 2021 | 15:30           | Finale         |

## Turno di qualificazione
| Posizione | Atleta               | Nazione            | 1  | 2   | 3  | 4   | 5  | 6  | Total | 10 | Note |
| --------- | -------------------- | ------------------ | -- | --- | -- | --- | -- | -- | ----- | -- | ---- |
| 1         | Saurabh Chaudhary    | India              | 95 | 98  | 98 | 100 | 98 | 97 | 586   | 28 | QF   |
| 2         | Zhang Bowen          | Cina               | 98 | 95  | 99 | 98  | 99 | 97 | 586   | 18 | QF   |
| 3         | Christian Reitz      | Germania           | 97 | 99  | 99 | 95  | 97 | 97 | 584   | 21 | QF   |
| 4         | Pavlo Korostylov     | Ucraina            | 98 | 97  | 97 | 97  | 95 | 97 | 581   | 15 | QF   |
| 5         | Javad Foroughi       | Iran               | 98 | 97  | 97 | 97  | 93 | 98 | 580   | 25 | QF   |
| 6         | Kim Mo-se            | Corea del Sud      | 97 | 95  | 95 | 97  | 98 | 97 | 579   | 20 | QF   |
| 7         | Pang Wei             | Cina               | 97 | 94  | 98 | 98  | 96 | 95 | 578   | 22 | QF   |
| 8         | Damir Mikec          | Serbia             | 98 | 98  | 96 | 94  | 96 | 96 | 578   | 21 | QF   |
|           |                      |                    |    |     |    |     |    |    |       |    |      |
| 9         | Gulfam Joseph        | Pakistan           | 92 | 98  | 95 | 97  | 98 | 98 | 578   | 13 |      |
| 10        | James Hall           | Stati Uniti        | 96 | 95  | 97 | 95  | 96 | 98 | 577   | 23 |      |
| 11        | Artem Chernousov     | ROC                | 96 | 96  | 94 | 99  | 96 | 96 | 577   | 15 |      |
| 12        | Enkhtaivan Davaakhuu | Mongolia           | 94 | 95  | 95 | 97  | 98 | 98 | 577   | 8  |      |
| 13        | Nickolaus Mowrer     | Stati Uniti        | 96 | 97  | 99 | 97  | 94 | 93 | 576   | 22 |      |
| 14        | Ye Tun Naung         | Birmania           | 92 | 95  | 98 | 96  | 98 | 97 | 576   | 17 |      |
| 15        | Jin Jong-oh          | Corea del Sud      | 95 | 96  | 98 | 93  | 97 | 97 | 576   | 17 |      |
| 16        | Kojiro Horimizu      | Giappone           | 96 | 97  | 94 | 97  | 98 | 94 | 576   | 13 |      |
| 17        | Abhishek Verma       | India              | 94 | 96  | 98 | 97  | 98 | 92 | 575   | 19 |      |
| 18        | Oleh Omelchuk        | Ucraina            | 97 | 95  | 98 | 95  | 95 | 95 | 575   | 14 |      |
| 19        | Jorge Grau           | Cuba               | 93 | 100 | 94 | 98  | 96 | 93 | 574   | 16 |      |
| 20        | Ruslan Lunev         | Azerbaigian        | 95 | 95  | 98 | 94  | 97 | 95 | 574   | 14 |      |
| 21        | Borjan Brankovski    | Macedonia del Nord | 94 | 93  | 98 | 95  | 96 | 95 | 573   | 20 |      |
| 22        | Hoàng Xuân Vinh      | Vietnam            | 94 | 98  | 97 | 94  | 93 | 97 | 573   | 16 |      |
| 23        | Vadim Mukhametyanov  | ROC                | 97 | 92  | 96 | 97  | 96 | 95 | 573   | 16 |      |
| 24        | Yusuf Dikeç          | Turchia            | 96 | 95  | 94 | 97  | 96 | 94 | 572   | 19 |      |
| 25        | İsmail Keleş         | Turchia            | 96 | 94  | 96 | 95  | 95 | 96 | 572   | 17 |      |
| 26        | Paolo Monna          | Italia             | 92 | 92  | 97 | 97  | 95 | 97 | 570   | 23 |      |
| 27        | Juraj Tužinský       | Slovacchia         | 96 | 95  | 95 | 95  | 94 | 95 | 570   | 14 |      |
| 28        | Ásgeir Sigurgeirsson | Islanda            | 95 | 98  | 91 | 92  | 97 | 97 | 570   | 13 |      |
| 29        | Marko Carrillo       | Perù               | 90 | 91  | 99 | 97  | 96 | 96 | 569   | 14 |      |
| 30        | Daniel Repacholi     | Australia          | 95 | 93  | 95 | 95  | 94 | 96 | 568   | 15 |      |
| 31        | Samy Abdel Razek     | Egitto             | 97 | 95  | 93 | 95  | 94 | 93 | 567   | 11 |      |
| 32        | Felipe Wu            | Brasile            | 94 | 94  | 94 | 92  | 95 | 97 | 566   | 15 |      |
| 33        | Peeter Olesk         | Estonia            | 93 | 92  | 96 | 96  | 92 | 95 | 564   | 8  |      |
| 34        | Ala Al-Othmani       | Tunisia            | 93 | 94  | 97 | 93  | 92 | 94 | 563   | 16 |      |
| 35        | Philip Elhage        | Aruba              | 93 | 94  | 94 | 92  | 94 | 89 | 556   | 6  |      |
| 36        | Edwin Barberena      | Nicaragua          | 96 | 90  | 93 | 92  | 93 | 90 | 554   | 10 |      |

## Finale
| Pos. | Atleta            | Nazione       | 1    | 2     | 3     | 4     | 5     | 6     | 7     | 8     | 9     | Totale | Note            |
| ---- | ----------------- | ------------- | ---- | ----- | ----- | ----- | ----- | ----- | ----- | ----- | ----- | ------ | --------------- |
|      | Javad Foroughi    | Iran          | 50.7 | 101.0 | 121.2 | 142.2 | 163.3 | 184.0 | 204.2 | 224.2 | 244.8 | 244.8  | Record olimpico |
|      | Damir Mikec       | Serbia        | 48.7 | 98.7  | 119.3 | 138.0 | 158.6 | 179.3 | 199.6 | 220.0 | 237.9 | 237.9  |                 |
|      | Pang Wei          | Cina          | 49.1 | 99.7  | 119.5 | 139.6 | 160.5 | 180.0 | 199.4 | 217.6 | N.D.  | 217.6  |                 |
| 4    | Pavlo Korostylov  | Ucraina       | 48.4 | 99.2  | 119.6 | 139.4 | 160.4 | 180.3 | 198.9 | N.D.  | N.D.  | 198.9  |                 |
| 5    | Christian Reitz   | Germania      | 49.5 | 97.1  | 117.6 | 137.8 | 158.2 | 176.6 | N.D.  | N.D.  | N.D.  | 176.6  |                 |
| 6    | Zhang Bowen       | Cina          | 48.9 | 98.2  | 116.8 | 137.7 | 158.2 | N.D.  | N.D.  | N.D.  | N.D.  | 158.2  |                 |
| 7    | Saurabh Chaudhary | India         | 47.7 | 96.8  | 117.2 | 137.4 | N.D.  | N.D.  | N.D.  | N.D.  | N.D.  | 137.4  |                 |
| 8    | Kim Mo-se         | Corea del Sud | 50.0 | 96.7  | 115.8 | N.D.  | N.D.  | N.D.  | N.D.  | N.D.  | N.D.  | 115.8  |                 |